# Lasioglossum excisum
Lasioglossum excisum är en biart som beskrevs av Ebmer 1998. Lasioglossum excisum ingår i släktet smalbin, och familjen vägbin. Inga underarter finns listade i Catalogue of Life.